# 人與自然生命共同體
人與自然生命共同體是中华人民共和国外交理論和實踐中人類命運共同體的組成部分。這個概念由時任中共中央總書記習近平在2017年中共十九大上提出，指出「人與自然是生命共同體，人類必須尊重自然、順應自然、保護自然」。2021年，習近平在領導人氣候峰會上再次提出並解釋此概念，指出構建人與自然生命共同體的六個堅持，包括堅持人與自然和諧共生、堅持綠色發展、堅持系統治理、堅持以人為本、堅持多邊主義和堅持共同但有區別的責任原則。

## 歷史
構建人類命運共同體，當中包含人與自然生命共同體，於2017年10月中共十九大上寫入《中國共產黨章程》，於2018年修憲時寫入《中華人民共和國憲法》序言。在2017年12月的中國共產黨與世界政黨高層對話會上，中共中央總書記習近平表述：“人類命運共同體，顧名思義，就是每個民族、每個國家的前途命運都緊緊聯繫在一起，應該風雨同舟，榮辱與共，努力把我們生於斯、長於斯的這個星球建成一個和睦的大家庭，把世界各國人民對美好生活的嚮往變成現實。”

## 組成部分及官方定位
2021年4月22日晚，中共中央總書記習近平在領導人氣候峰會上發表《共同構建人與自然生命共同體》講話，指出人與自然生命共同體包括了六部分，包括堅持人與自然和諧共生、堅持綠色發展、堅持系統治理、堅持以人為本、堅持多邊主義和堅持共同但有區別的責任原則。
堅持人與自然和諧共生，指出人類應以自然為根，尊重、順應和保護自然和生態環境，推動人與自然和諧共生新格局的形成。
堅持綠色發展，指出保護和改善生態環境的同時，就能保護和發展生產力。要停止損害或破壞生態環境的發展模式，停止以犧牲環境的方法換取短期發展的做法。推動經濟、能源及產業結構轉型升級，以良好生態環境支撐全球經濟及社會可持續發展。
堅持系統治理，指出要依據生態系統的內在規律，統籌考慮各自然生態元素，以增強生態系統循環能力、維護生態平衡。
堅持以人為本，指出要探索保護環境和發展經濟、創造就業、消除貧困三者的關係，以保護環境增加三者的效益，在綠色轉型過程中實現社會公平正義，增加全球各國人民的獲得感、幸福感和安全感。
堅持多邊主義，指出要以國際法為基礎、公平正義為要旨、有效行動為導向，維護以聯合國為核心的國際體系，遵循《聯合國氣候變化框架公約》及《巴黎協定》的目標和原則。2021年4月18日，中華人民共和國與美國簽訂《中美應對氣候危機聯合聲明》，習近平在22日的峰會上邀請美方重返多邊氣候治理進程，推進全球環境治理。
堅持共同但有區別的責任原則，指出要照顧發展中國家的特殊困難和關切，充分肯定他們為應對氣候變化所作出的貢獻。發達國家應采取實際行動，同時為發展中國家在應對氣候變化方面提供資金、技術、能力建設等支持。避免創造綠色貿易壁壘，協助他們進行綠色低碳轉型。

## 行動

### 碳達峰行動
中華人民共和國把生態文明理念和生態文明建設納入「五位一體」總體布局，遵從生態優先、綠色低碳發展道路。為應對氣候變化，中華人民共和國政府推動二氧化碳減排，提出將於2030年前實現碳達峰、2060年前實現碳中和。制定碳達峰行動計劃，開展碳達峰行動，優化產業及能源結構，推動清潔高效利用煤炭，同時發展新能源，在確保安全的情況下發展核電。

### 聲言幫助發展中國家
中華人民共和國實行多邊主義，希望推動構建公平合理、合作共贏的全球環境治理體系。中華人民共和國在2021年10月在昆明舉辦的《生物多樣性公約》第十五次締約方大會，通過多種形式合作，協助發展中國家提升應對氣候變化能力。發達國家要為發展中國家提供資金和技術，幫助他們應對和適應氣候變化。